# Грессе, Иоганн-Георг-Теодор
Иоганн-Георг-Теодор Грессе (нем. Johann Georg Theodor Grässe, 31 января 1814, Гримма — 27 августа 1885, Нидерлёсниц) — немецкий литературовед и библиограф.

## Биография
В 1843—1854 годах — библиотекарь личной библиотеки короля Саксонии Фридриха Августа II (1836—1854). В 1848—1852 и в 1877—1882 годах занимал должность директора Нумизматического кабинета в Дрездене. С 1852 года — директор Собрания фарфора, с 1864 года — директор сокровищницы «Зелёный свод». С 1882 года до своей смерти в 1885 году — на пенсии.

## Избранная библиография
- Bibliotheca magica, Лейпциг, 1843
- Bibliotheca psychologica, Лейпциг, 1845
- Handbuch der alten Numismatik, Лейпциг, 1852—1854
- Orbis latinus, Дрезден, 1861, переизд. 1909 и 1980
- Trésor des livres rares et précieux, Дрезден, 1859—1869